# Mogoșani
Mogoșani là một xã thuộc hạt Dâmbovița, România. Dân số thời điểm năm 2002 là 4604 người.